# Acylita dukinfieldi
Acylita dukinfieldi  là một loài bướm đêm thuộc họ Noctuidae. Nó được tìm thấy ở Brasil. Sải cánh dài khoảng 30 mm.